# Final Fantasy Crystal Chronicles: Echoes of Time
Final Fantasy Crystal Chronicles: Echoes of Time (ファイナルファンタジークリスタルクロニクル エコーズ・オブ・タイム, Fainaru Fantajī Kurisutaru Kuronikuru Ekōzu obu Taimu) é um jogo da série Final Fantasy Crystal Chronicles, spin-off da franquia Final Fantasy, desenvolvido pela Square Enix, lançado para Wii e Nintendo DS em 29 de janeiro de 2009 no Japão. A versão norte-americana foi lançada em 24 de março de 2009, e a versão europeia foi lançada no dia 27 de março de 2009.

## Interatividade
"Echoes of Time" terá ênfase no modo cooperativo por meio da Nintendo Wi-Fi Connection, permitindo partidas multijogador entre pessoas do mundo todo. O jogo conta com a Pollux Cross Platforming Engine, que possibilita a comunicação entre sistemas Wii e DS de forma que usuários de ambos consoles podem participar juntos de uma mesma rodada. Haverá também a possibilidade da transferência de Miis para o portátil e de usarem os avatares no jogo.

## Comunicação
Apesar de ainda não estar confirmado, imagens liberadas pela produtora indicam que Echoes of Time possui um sistema de frases pré-programadas que facilitaria a comunicação entre jogadores de diferentes regiões, que apenas as escolheriam em determinadas ocasiões enquanto seriam automaticamente traduzidas para os demais jogadores de acordo com seus idiomas.